# Begonia brandisiana
Espèce
Begonia brandisiana est une espèce de plantes de la famille des Begoniaceae.
L'espèce fait partie de la section Reichenheimia.
Elle a été décrite en 1871 par Wilhelm Sulpiz Kurz (1834-1878).

## Répartition géographique
Cette espèce est originaire de Birmanie et de Thaïlande.